# The Forbidden Tower
The Forbidden Tower (Turnul interzis) este un roman științifico-fantastic (de fantezie științifică) din 1977 al scriitoarei americane Marion Zimmer Bradley. 
Face parte din Seria Darkover care are loc pe planeta fictivă Darkover din sistemul stelar fictiv al unei gigante roșii denumită Cottman. Planeta este dominată de ghețari care acoperă cea mai mare parte a suprafeței sale. Zona locuibilă se află la doar câteva grade nord de ecuator.
Această carte are loc la aproximativ patruzeci de ani după evenimentele din Rediscovery. Povestirile cu Hilary Castamir din antologia Marion Zimmer Bradley's Darkover preced evenimentele din The Forbidden Tower  cu aproximativ  10 ani.

## Vezi și
- 1977 în științifico-fantastic